# Christa Stubnick
Christa Stubnick, z domu Seliger (ur. 12 grudnia 1933 w Gardelegen, zm. 13 maja 2021 w Borken) – niemiecka lekkoatletka specjalizująca się w biegach sprinterskich, dwukrotna srebrna medalistka igrzysk olimpijskich w Melbourne w 1956 r., w biegach na 100 i 200 metrów. Podczas swojej kariwry reprezentowała Niemiecką Republikę Demokratyczną.

## Finały olimpijskie
- 1956 – Melbourne, bieg na 100 metrów – srebrny medal
- 1956 – Melbourne, bieg na 200 metrów – srebrny medal
- 1956 – Melbourne, sztafeta 4 × 100 metrów – 6. miejsce

## Inne osiągnięcia
- 1958 – Sztokholm, mistrzostwa Europy – brązowy medal w biegu na 100 m

## Rekordy życiowe
- bieg na 100 m – 11,5 – 1956
- bieg na 200 m – 23,5 – 1956